# Pietro Borsetti
Pietro Borsetti (Ferrara, 6 marzo 1882 – Ferrara, 17 ottobre 1955) è stato un ginnasta italiano.
Ha partecipato alle Olimpiadi 1908 tenutesi a Londra, in cui la rappresentativa italiana maschile si è classificata al sesto posto nel concorso a squadre. 